# Pachyta bicuneata
Pachyta bicuneata es una especie de escarabajo longicornio del género Pachyta, tribu Rhagiini, subfamilia Lepturinae. Fue descrita científicamente por Motschulsky en 1860.

## Descripción
Mide 10-24 milímetros de longitud.

## Distribución
Se distribuye por China, Mongolia, Corea y Rusia.